# (771) Libera
(771) Libera es un asteroide que forma parte del cinturón de asteroides y fue descubierto por Joseph Rheden el 21 de noviembre de 1913 desde el observatorio de Viena, Austria.

## Designación y nombre
Libera fue designado inicialmente como 1913 TO.
Más adelante se nombró en honor de una amiga del descubridor.

## Características orbitales
Libera está situado a una distancia media de 2,65 ua del Sol, pudiendo alejarse hasta 3,309 ua y acercarse hasta 1,992 ua. Su inclinación orbital es 14,94° y la excentricidad 0,2485. Emplea 1576 días en completar una órbita alrededor del Sol.